# Paul Hogarth
Paul Hogarth (Kendal, 4 de octubre de 1917 - 27 de diciembre de 2001) fue un artista e ilustrador británico, reconocido en especial por las ilustraciones que acompañaron las ediciones de obras de autores de prestigio en lengua inglesa.

## Biografía
Nacido en 1917 en Kendal, Cumbria, a los seis años se trasladó con su familia a Manchester. Allí estudió en la escuela de arte que es ahora parte de la Universidad Metropolitana (1934-1936), y se integró en la Artists' International Association y en el Partido Comunista de Gran Bretaña. 

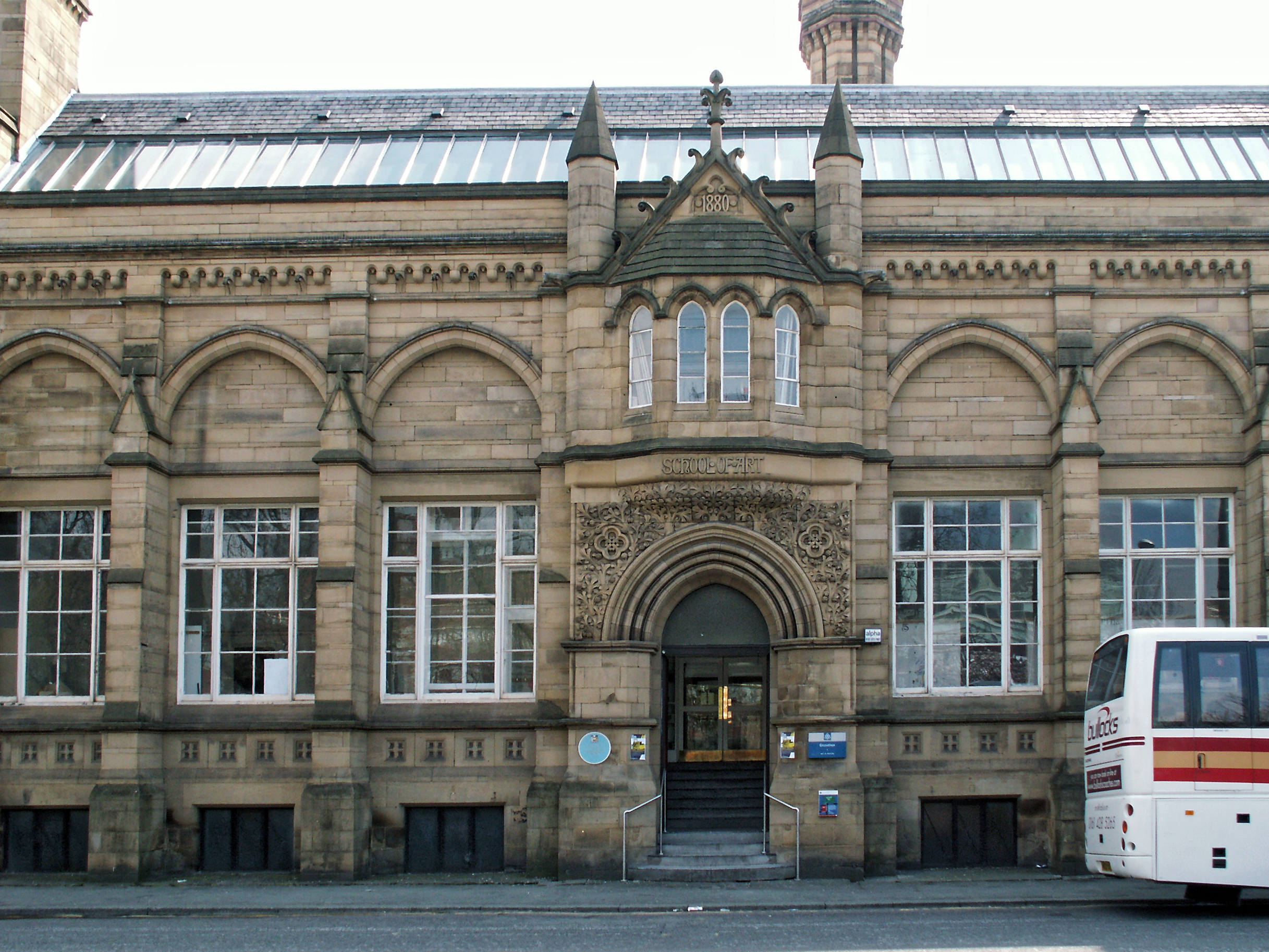
Manchester School of Art

En 1936 estudió en Saint Martin's School of Art de Londres, hasta que se unió a los voluntarios que se alistaron en las Brigadas Internacionales, en defensa de la legalidad republicana durante la Guerra Civil Española, donde fue conductor de camiones.
Hogarth fue un pintor con talento para la ilustración y el reportaje, lo que se alió con su pasión por los viajes. Esto le llevó a la creación de una extensa obra propia de dibujos y acuarelas, donde se reflejan situaciones y lugares de todo el mundo. Como ilustrador, estudió con James Boswell, y trabajó para las obras de eminentes autores, entre ellos, Robert Graves, Graham Greene, Brendan Behan, Lawrence Durrell, William Golding y John Wyndham.
Fue elegido miembro asociado de la Royal Academy en 1974, y miembro de pleno derecho en 1984; también fue galardonado con la Orden del Imperio Británico en 1989. Su obra está en colecciones de todo el mundo y expuso regularmente en la Galería Francis Kyle en Londres.